# Дупницкий партизанский отряд
Дупницкий партизанский отряд имени Косты Петрова (болг. Дупнишки партизански отряд „Коста Петров“) — подразделение Народно-освободительной повстанческой армии Болгарии, находившееся в ведении 1-й Софийской повстанческой оперативной зоны. Действовал во время Второй мировой войны в районе Дупницы.

## История
2 августа 1941 года в Дупнице и окрестностях была создана первая партизанская группа при участии Васила Демиревского и Асена Оранского. В начале 1942 года из 13 бойцов была сформирована Дупницкая рота имени Косты Петрова (болг. Дупнишката чета „Коста Петров“), названная в честь кмета Дупницы в 1920—1923 годах, убитого по приказу ВМРО. 13 апреля 1942 года рота вступила в перестрелку с болгарской полицией при Самораново.
В июне 1943 года рота выросла до размеров отряда, командиром которого стал Васил Демиревский, политическим комиссаром — Асен Васев. Отряд принял участие в 40 боях, которые проходили в городе Дупница, сёлах Рила, Самораново, Горна-Козница, Бозовая, Падала, Шатрово и др. Отряд вёл бои против сил армии и жандармерии в сёлах Стоб и Полетинци.
В мае 1944 года была образована новая рота для действий в местности «Разметаница». 16 числа того же месяца рота вместе с силами 1-й Софийской народно-освободительной бригады вела тяжёлый бой при селе Дебели-Лаг. 25 июня рота была окружена под селом Еремия: в результате тяжёлого боя погибло 17 партизан.
В начале августа отряд был объединён с другими отрядами в Рило-Пиринский партизанский отряд, который участвовал 24 августа в операции в Рилской долине. В ночь с 8 на 9 сентября 1944 года в ходе боя под Рилой отрядом были взяты в плен 250 солдат, а на следующий день им был взят город Дупница и установлена власть Отечественного фронта.
После 9 сентября 1944 года бойцы Дупницкого отряда воевали против гитлеровцев в составе 3-го народно-освободительного гвардейского полка болгарской армии.